# Zingeria biebersteiniana
Zingeria biebersteiniana là một loài thực vật có hoa trong họ Hòa thảo. Loài này được (Claus) P.A.Smirn. miêu tả khoa học đầu tiên năm 1946.